# 21801 Ančerl
21801 Ančerl è un asteroide della fascia principale. Scoperto nel 1999, presenta un'orbita caratterizzata da un semiasse maggiore pari a 2,3929894 UA e da un'eccentricità di 0,0931651, inclinata di 5,37736° rispetto all'eclittica.